# Meligethes norvegicus
Meligethes norvegicus är en skalbaggsart som beskrevs av Easton 1959. Meligethes norvegicus ingår i släktet Meligethes, och familjen glansbaggar. Arten har ej påträffats i Sverige.